# Roger Salardenne
Roger Ferdinand Alexis Salardenne, né à Sedan (Ardennes) le 3 mars 1902 et mort à Paris (XXe arrondissement) le 8 mai 1968, est un journaliste et un écrivain français.

## Biographie
Journaliste à partir du début des années 1920, Roger Salardenne est un spécialiste de l'humour loufoque — il anime plus tard L'Os à moelle de Pierre Dac. Il produit également à cette époque quelques écrits érotiques (ou « gauloiseries »), des romans populaires, notamment pour les éditions Rouff ou Ferenczi & fils, et co-écrit en compagnie de l'humoriste René Virard, La Vénus des sleepings (1927).
Il commente, à partir de 1925, dans le Canard enchaîné et sous le pseudonyme de Fakir Denn'salhar l'actualité chaque semaine avec bonne humeur, dans la rubrique « Le coin du fakir ». Il est par ailleurs, à la même époque, conteur pour le magazine destiné à la jeunesse, Le Bon Point.
Il est l'auteur de quelques ouvrages très documentés sur le naturisme en Allemagne de Weimar dans les années 1929-1931.
Il participe durant la Seconde Guerre mondiale au journal humoristique lyonnais Guignol, en compagnie d'Ernest Reynaud. Il retrouve la rédaction du Canard enchaîné après la guerre. 
Il décède à Paris le 8 mai 1968.